# 住友金属鉱山下部鉄道
住友金属鉱山下部鉄道（すみともきんぞくこうざんかぶてつどう）は、かつて1977年（昭和52年）まで愛媛県新居浜市において鉱石輸送や旅客輸送を行っていた住友金属鉱山運営の鉱山鉄道（一時期地方鉄道）の通称である。「別子鉱山鉄道」や「別子鉄道」とも呼ばれた。
伊予鉄道に続く愛媛県で2番目の鉄道として上部鉄道に先駆けること9か月、当時住友財閥の初代総理人であり、別子銅山の総支配人でもあった広瀬宰平の専用鉄道として1893年（明治26年）3月15日に開業した。主に別子銅山から採掘された銅鉱石を製錬所や港湾へと輸送する役割を担ったが、1973年（昭和48年）の別子銅山閉山を見届けた後、1977年（昭和52年）1月31日限りで廃止された。

## 路線データ
- 路線距離：総延長14.5km
  - 端出場本線 ：新居浜港 - 星越（ほしごえ） - 端出場（はでば）間 10.3km
  - 専用鉄道区間 ：端出場 - 打除 0.4km
  - 惣開支線 ：星越 - 惣開（そうびらき）間 1.6km
  - 国鉄連絡線 ：星越 - 新居浜間 2.6km
- 軌間：762mm
- 複線区間 ：星越 - 多喜ノ宮信号所間
- 電化区間（直流600V） ：星越間 - 端出場、星越 - 惣開間

## 歴史
- 1893年（明治26年）3月15日 - 広瀬宰平の専用鉄道として惣開 - 端出場間が開業。
- 年月不詳 - 住友財閥所有の専用鉄道となる。
- 1927年（昭和2年）7月 - 住友別子鉱山が発足、同社の鉱山鉄道となる。
- 1929年（昭和4年）11月5日 - 惣開支線（惣開、星越、土橋、山根、黒石、端出場）が開業。また同日に地方鉄道に転換、一般旅客営業開始[1]。
- 1936年（昭和11年）9月16日 - 端出場本線の新居浜港 - 星越間が開業。
- 1937年（昭和12年）6月21日 - 住友別子鉱山が住友炭礦と合併し住友鉱業に社名変更。
- 1942年（昭和17年）11月12日 - 国鉄連絡線が開業。
- 1946年（昭和21年）1月29日 - 住友鉱業が井華鉱業に社名変更。
- 1950年（昭和25年）
  - 3月1日 - 井華鉱業の金属部門が独立し別子鉱業発足、同社の路線となる（井華鉱業は1952年に住友石炭鉱業と社名変更）。
  - 5月1日 - 電化完成、電気機関車導入。
- 1952年（昭和27年）6月 - 別子鉱業が住友金属鉱山に社名変更。
- 1955年（昭和30年）1月1日 - 一般旅客営業廃止、鉱山鉄道に再転換。
- 1967年（昭和42年）1月31日 - 国鉄連絡線（星越 - 新居浜）廃止。
- 1967年（昭和42年）4月1日 - 惣開支線（星越 - 惣開）廃止。
- 1975年（昭和50年）9月3日 - 端出場本線の星越 - 新居浜港間廃止。
- 1977年（昭和52年）2月1日 - 残る星越 - 端出場間廃止、下部鉄道全廃止。
- 1991年（平成3年）6月5日 - 専用鉄道区間の端出場 - 打除間がマイントピア別子の観光鉄道として復活。

## 駅一覧
端出場本線
新居浜港駅 - 昭和橋駅 - 星越駅 - 多喜ノ宮信号所 - 多喜ノ宮駅 - 土橋駅 - 山根駅 - 板ノ元駅 - 黒石駅 - 端出場駅
専用鉄道区間
端出場駅 - 打除駅
惣開支線
星越駅 - 原地臨時駅 - 原地駅 - 惣開駅
国鉄連絡線
星越駅 - 多喜ノ宮信号所 - 新居浜駅

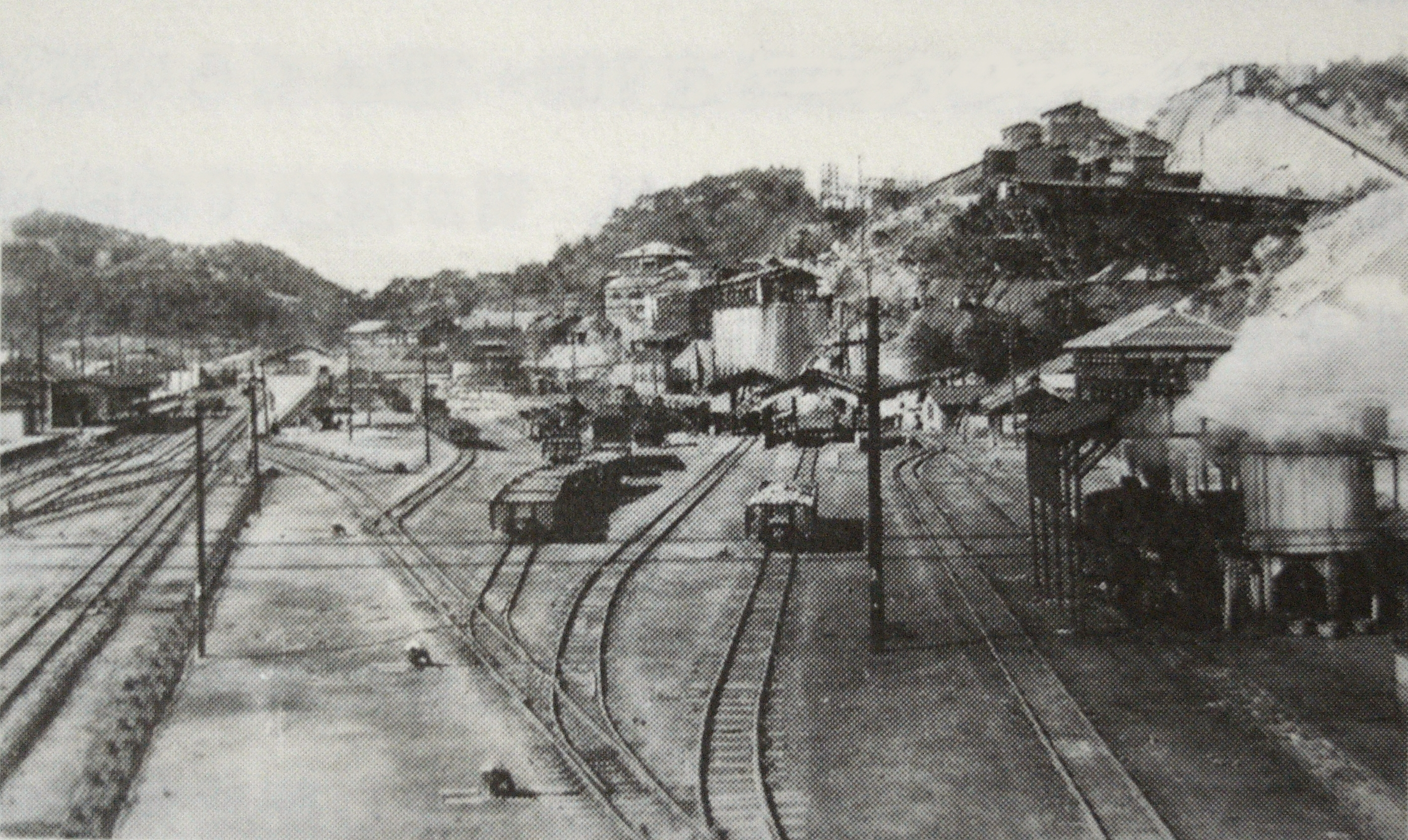
星越駅
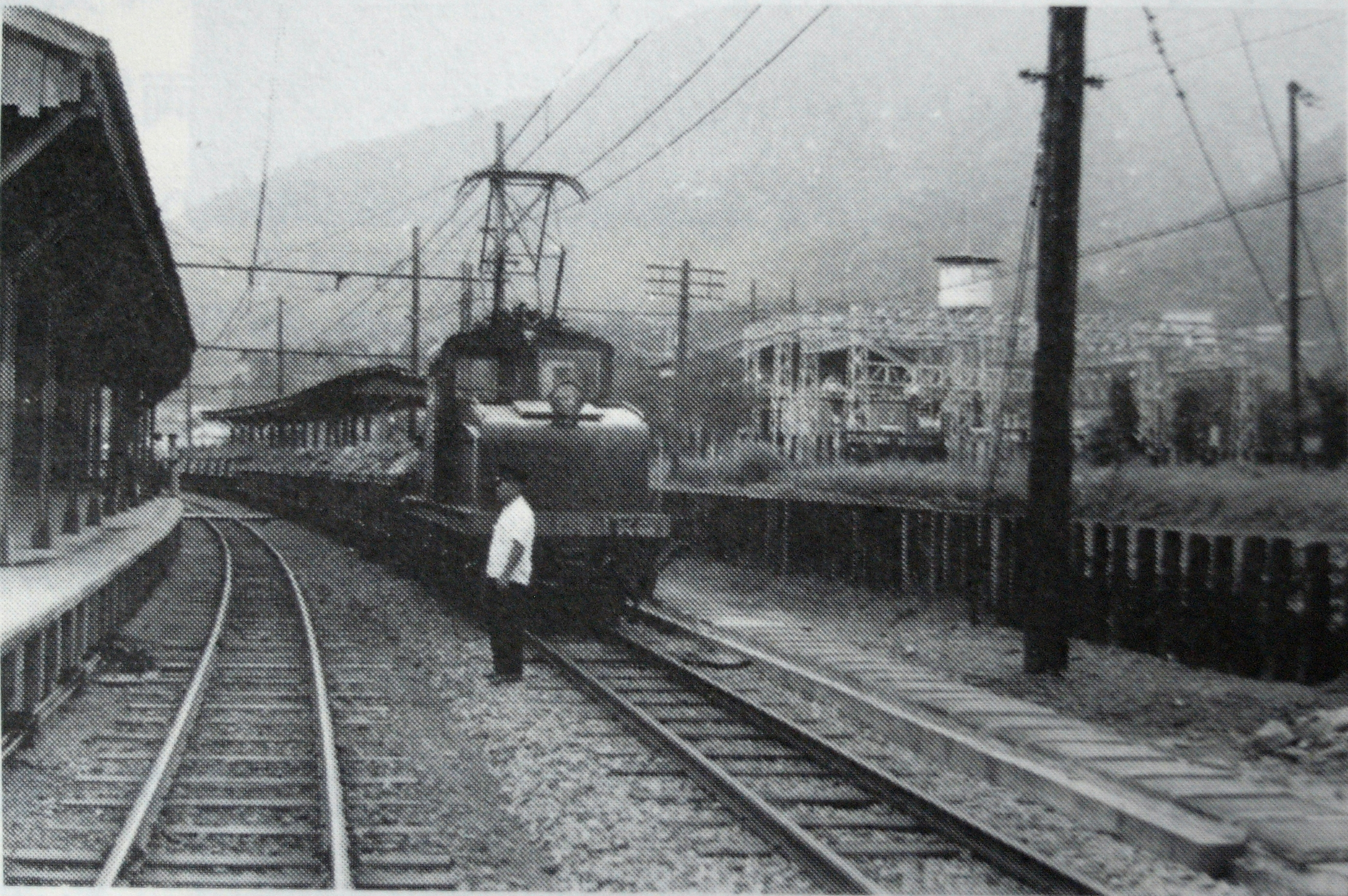
山根駅
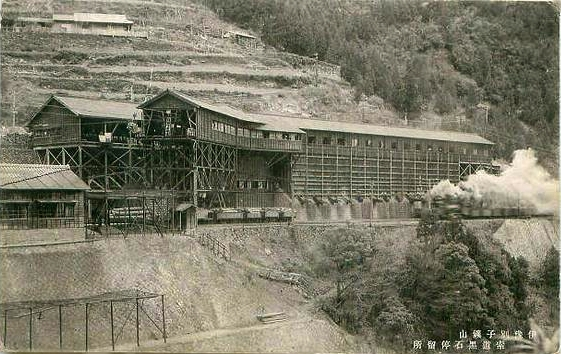
黒石駅
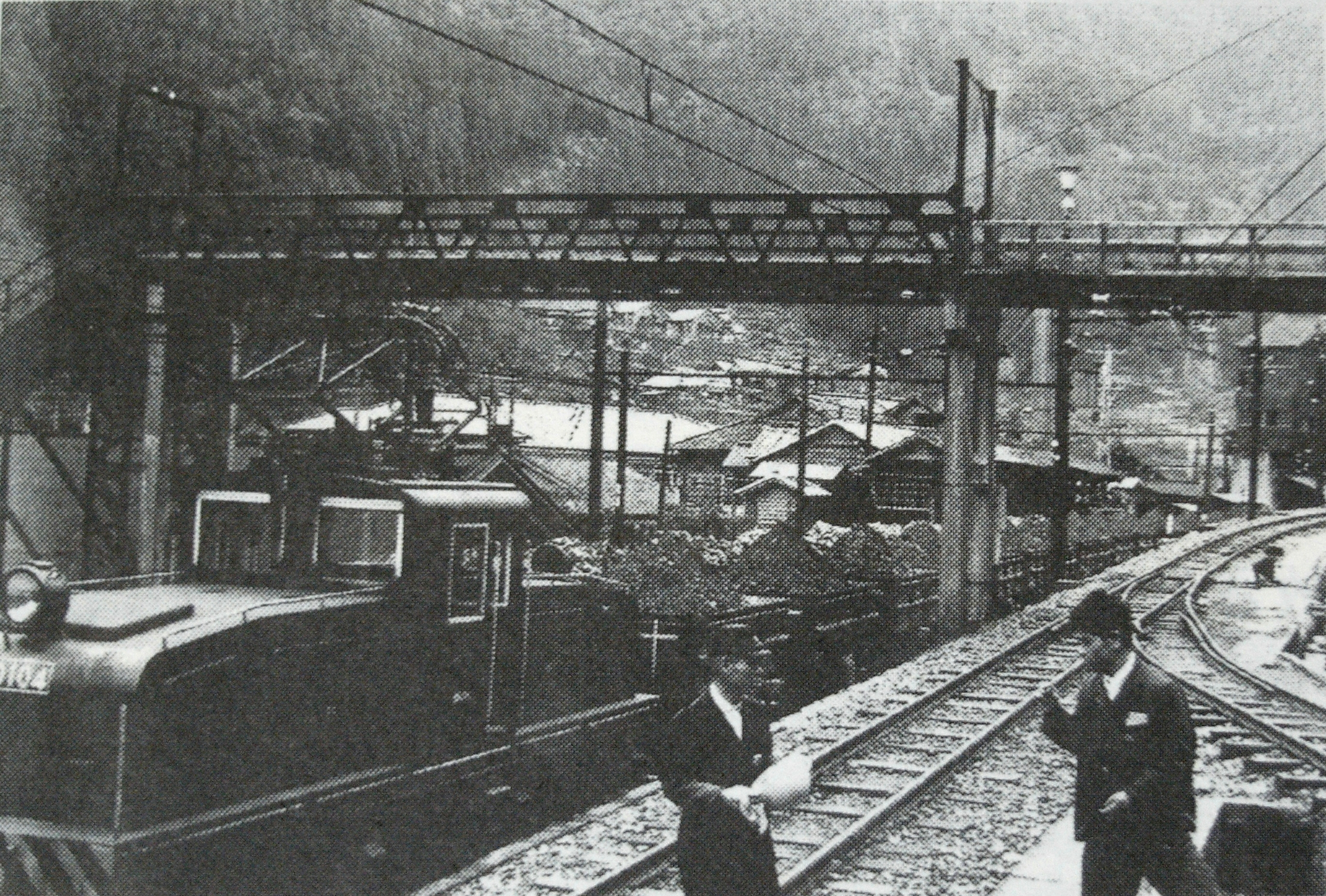
端出場駅
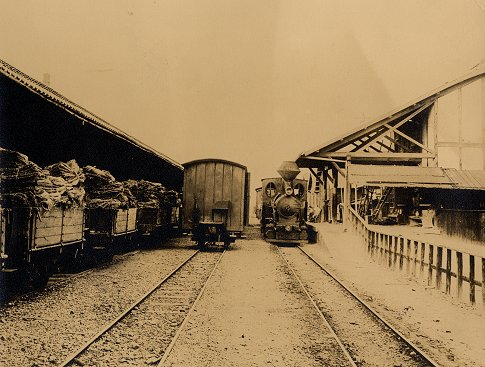
惣開駅
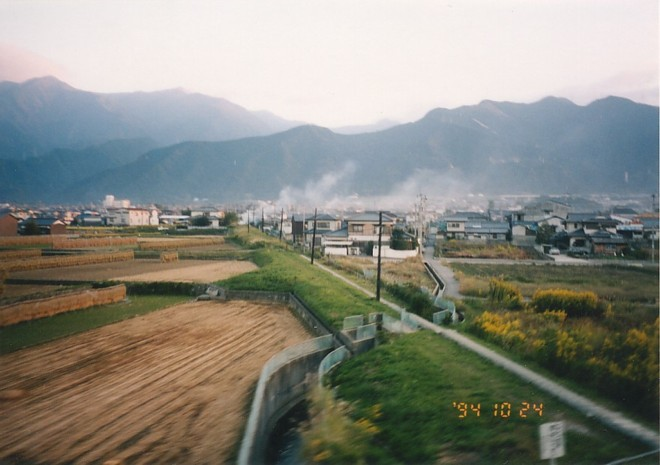
廃線後の1994年

## 接続路線
新居浜駅：日本国有鉄道予讃本線

## 輸送・収支実績
| 年度 | 乗客（人） | 貨物量（トン） | 営業収入（円） | 営業費（円） | 益金（円） |
| ---- | ---------- | -------------- | -------------- | ------------ | ---------- |
| 1929 | 387,145    | 109,559        | 47,504         | 70,482       | ▲ 22,978   |
| 1930 | 1,035,565  | 680,539        | 278,641        | 284,661      | ▲ 6,020    |
| 1931 | 850,944    | 643,109        | 260,541        | 237,892      | 22,649     |
| 1932 | 737,716    | 576,532        | 235,448        | 214,562      | 20,886     |
| 1933 | 738,559    | 689,691        | 273,005        | 215,417      | 57,588     |
| 1934 | 791,564    | 771,067        | 297,708        | 273,868      | 23,840     |
| 1935 | 885,961    | 773,048        | 298,505        | 310,405      | ▲ 11,900   |
| 1936 | 959,699    | 826,852        | 318,575        | 319,062      | ▲ 487      |
| 1937 | 993,546    | 958,919        | 369,004        | 443,695      | ▲ 74,691   |
| 1939 | 1,477527   | 1,144,493      |                |              |            |
| 1941 | 2,087,755  | 1,002,536      |                |              |            |
| 1943 | 4,734,329  | 1,462,325      |                |              |            |
| 1945 | 3,747,278  | 314,108        |                |              |            |

- 鉄道統計資料、鉄道統計、国有鉄道陸運統計各年度版

## 現在の姿

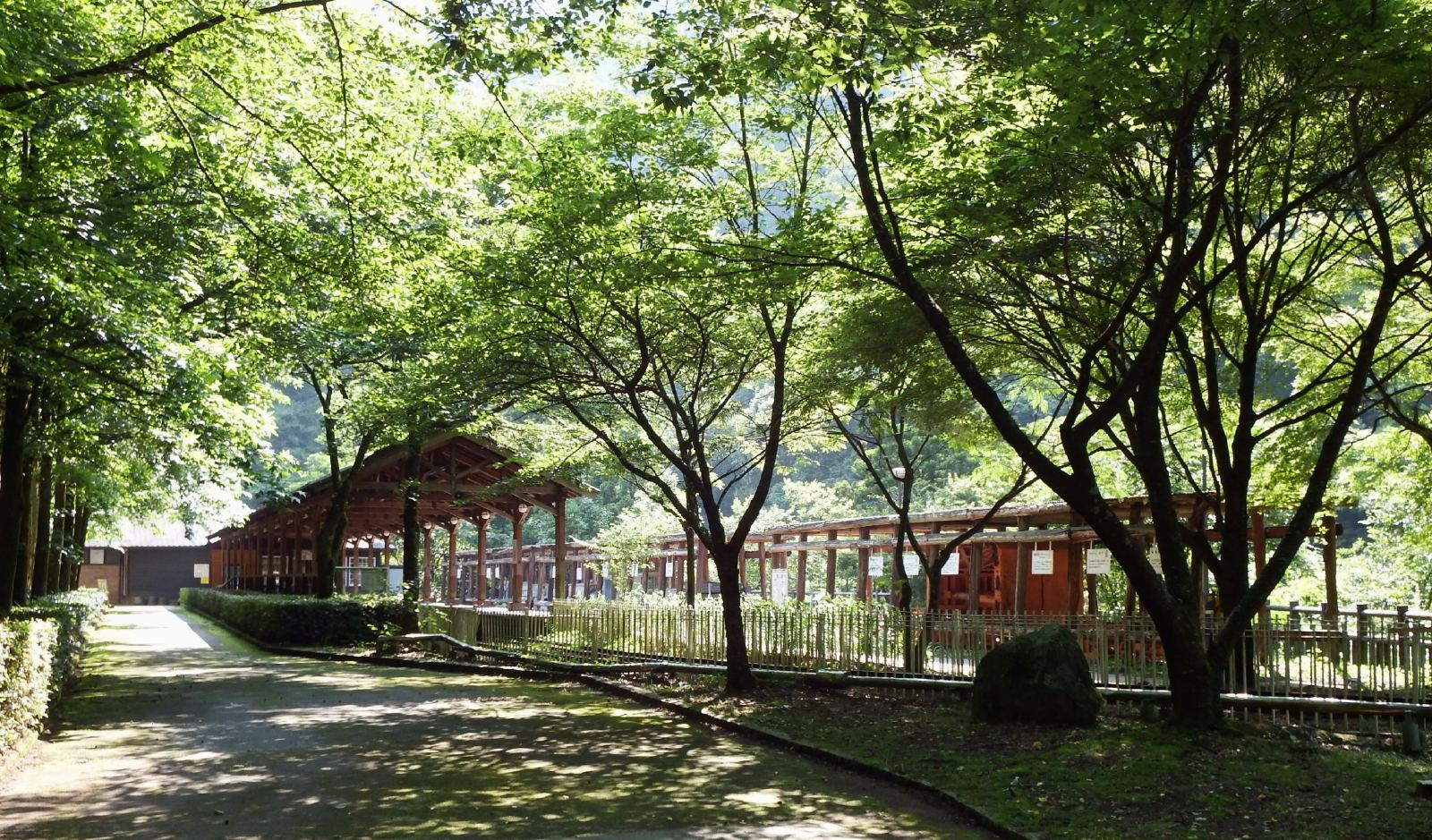
うちよけ駅
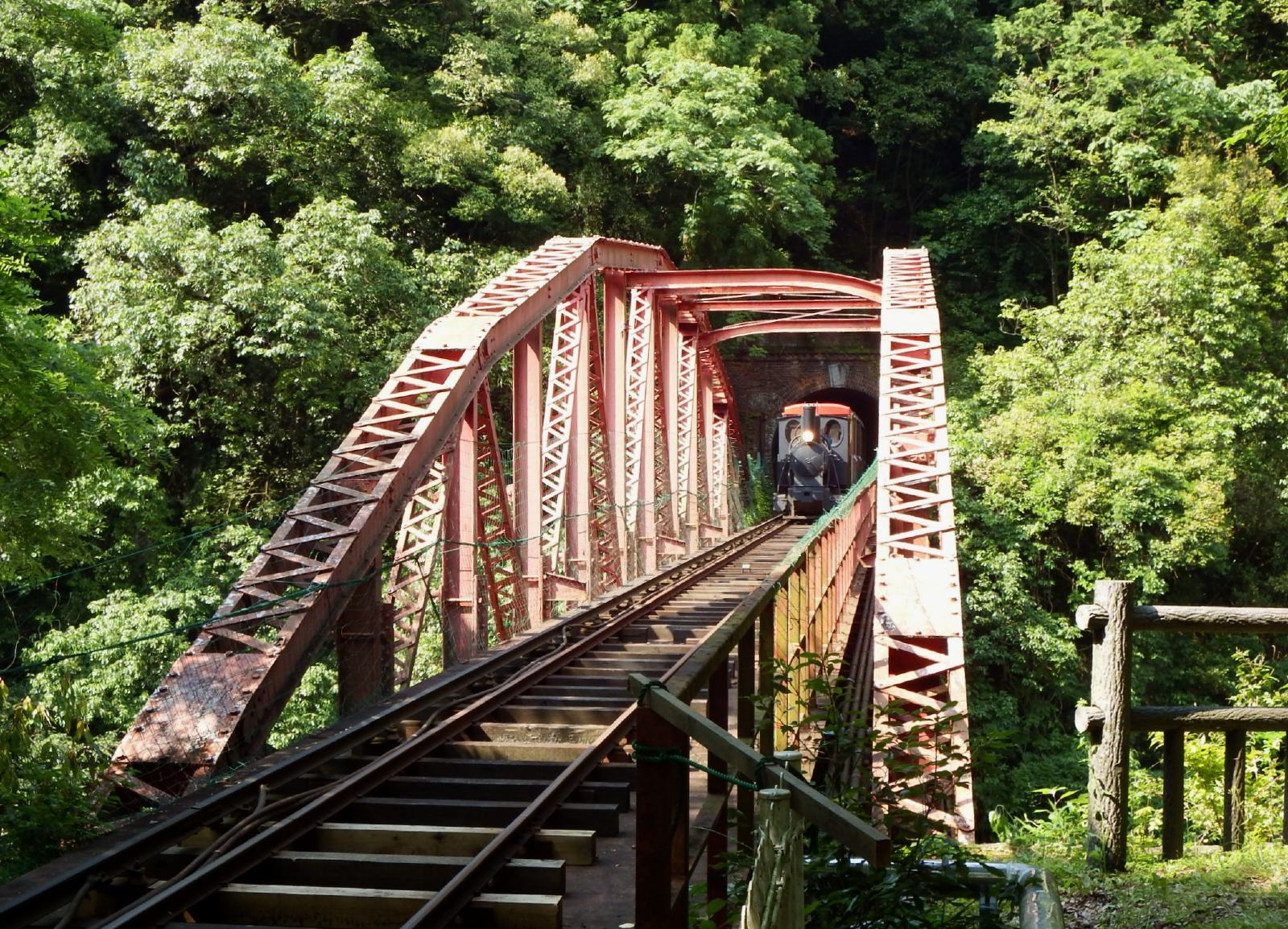
中尾隧道と打除鉄橋を通る別子1号
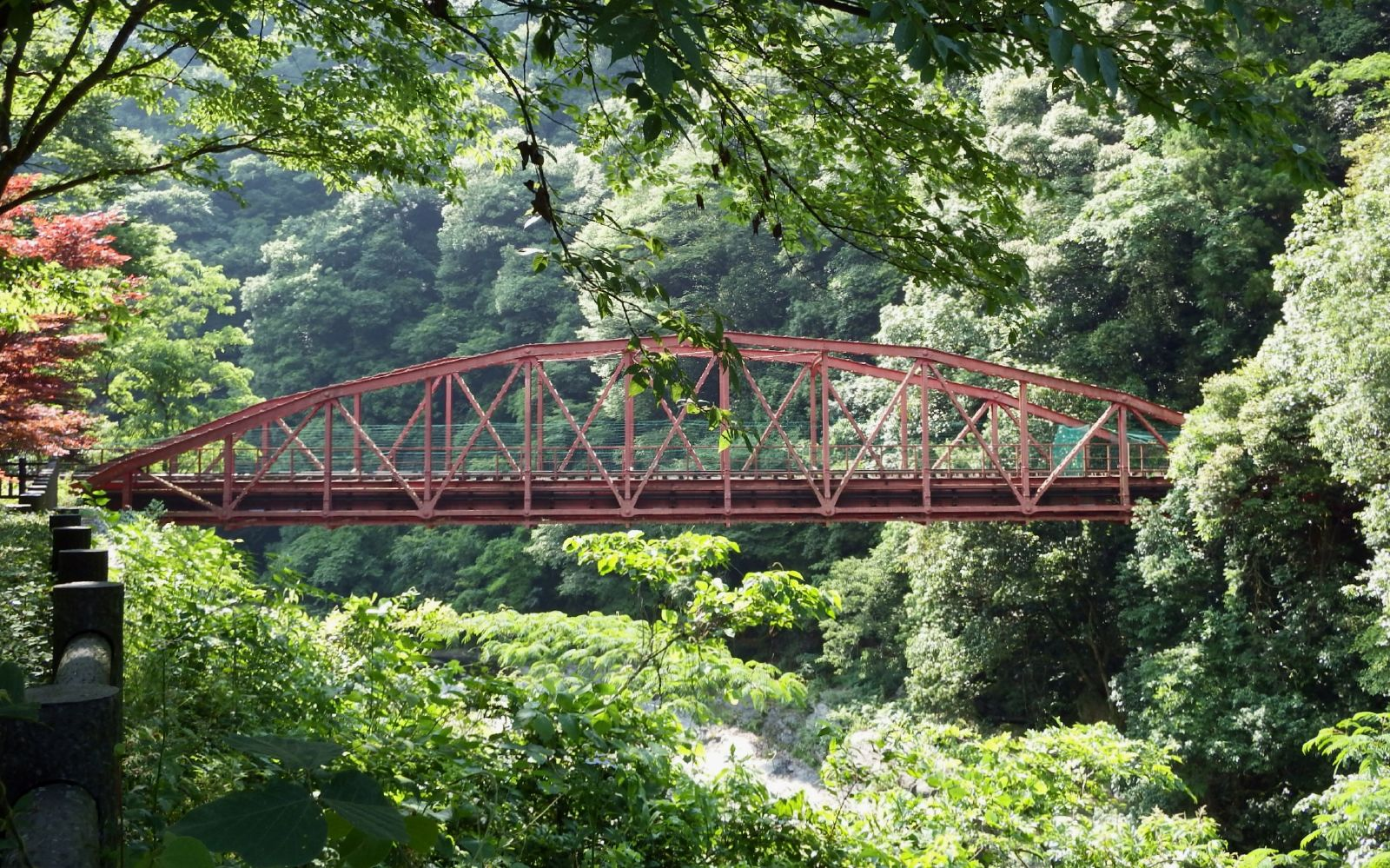
打除鉄橋 （登録有形文化財）
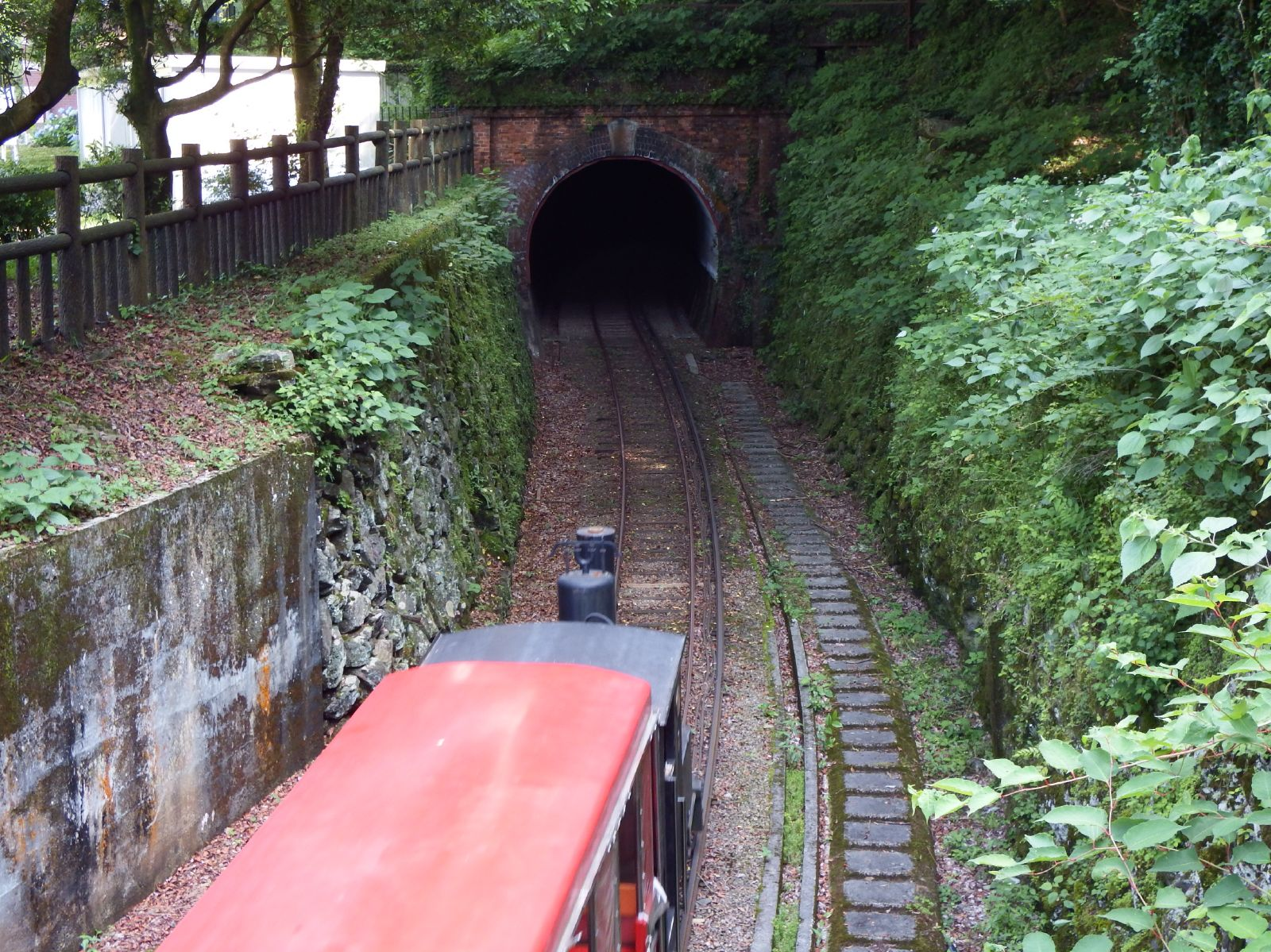
中尾隧道北側 （登録有形文化財）
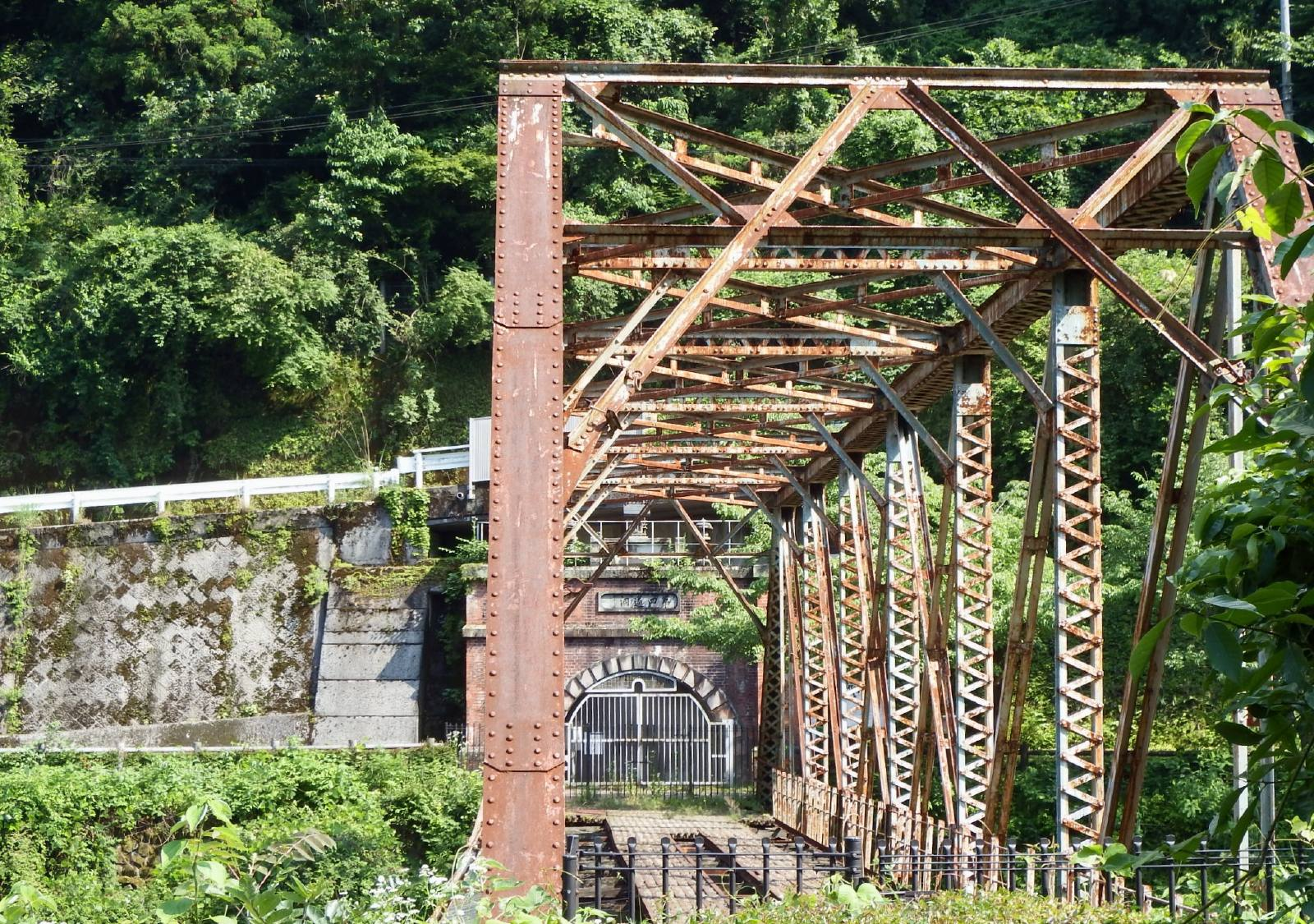
第四通洞と四通橋
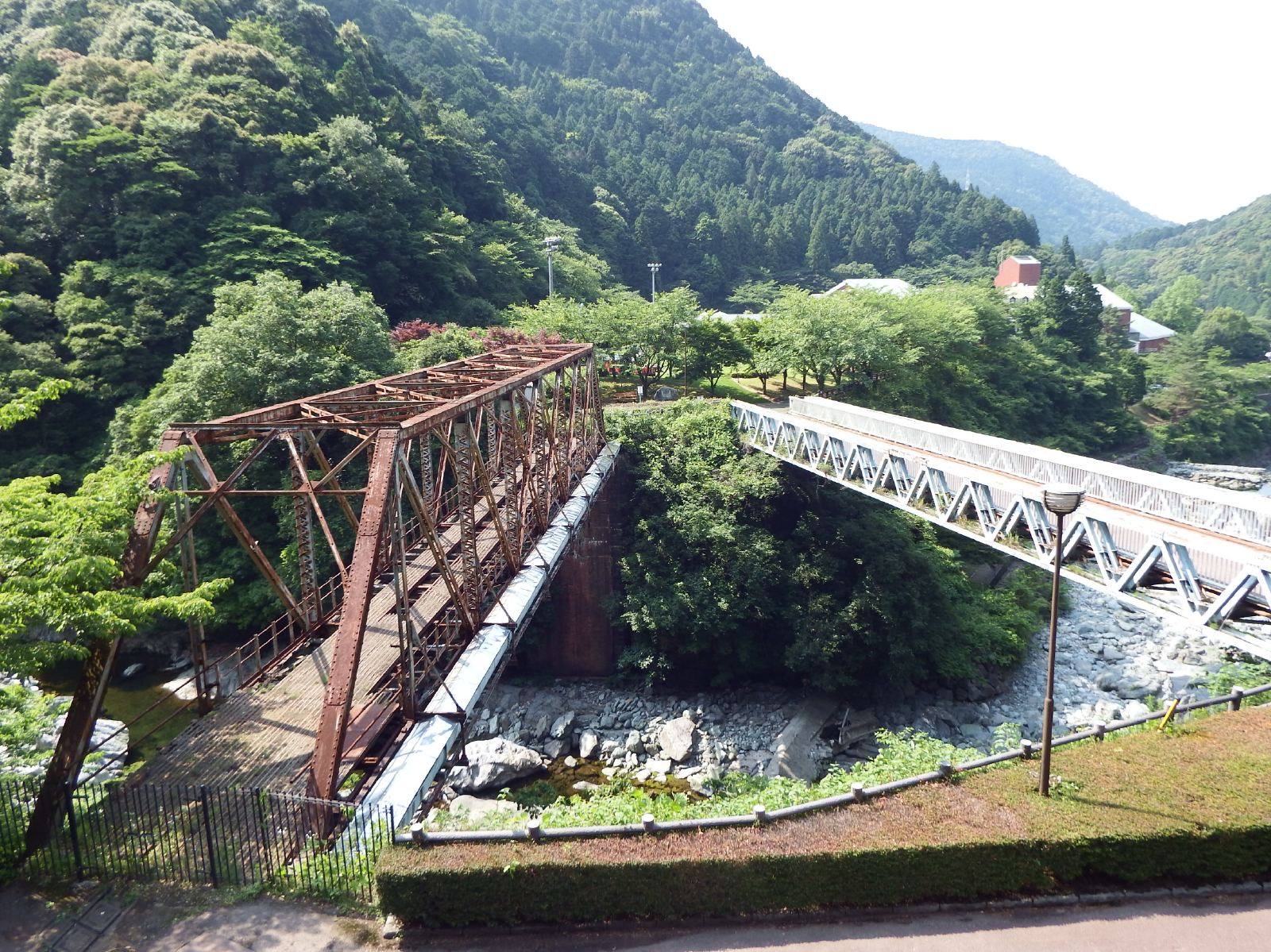
四通橋
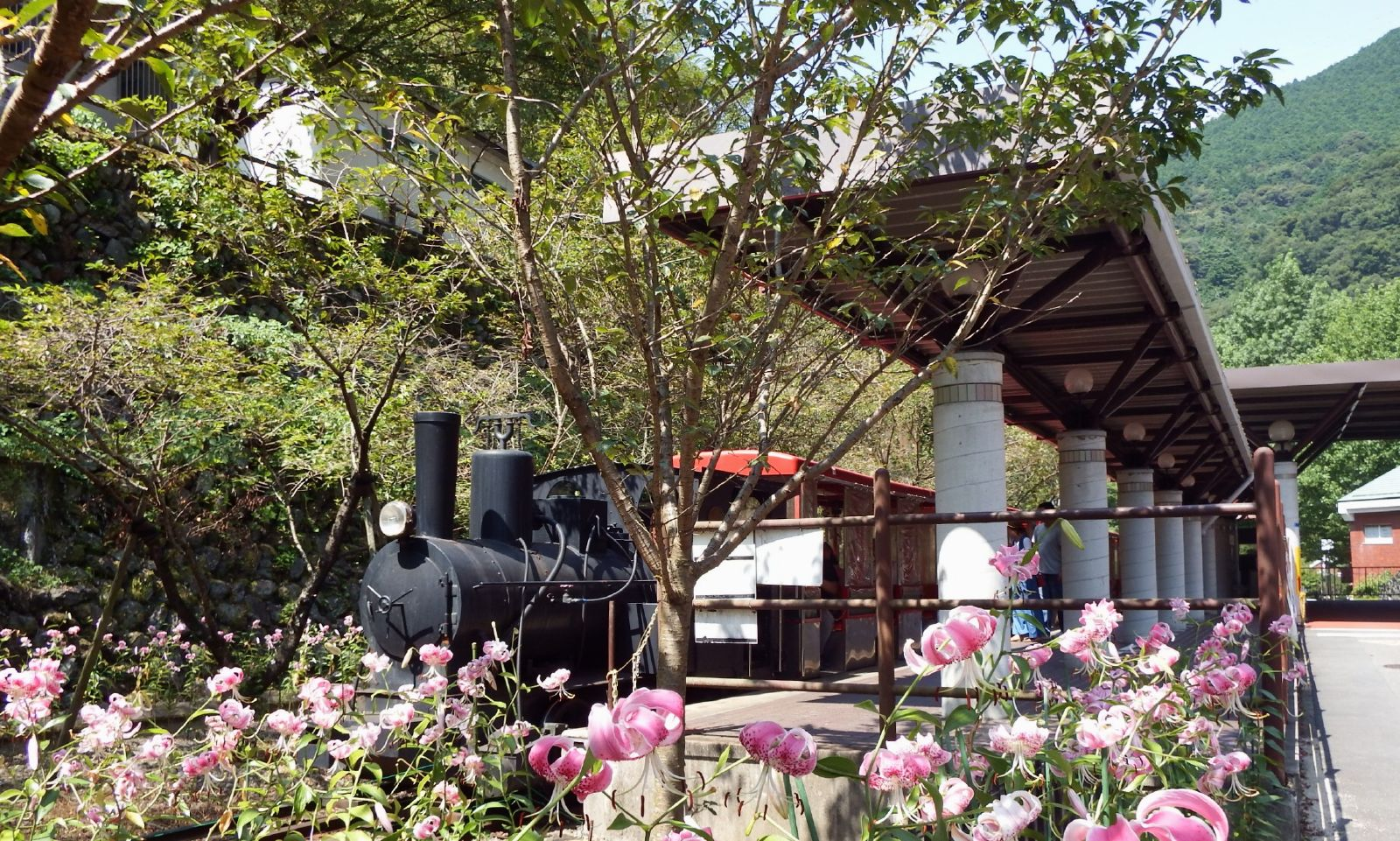
はでば駅
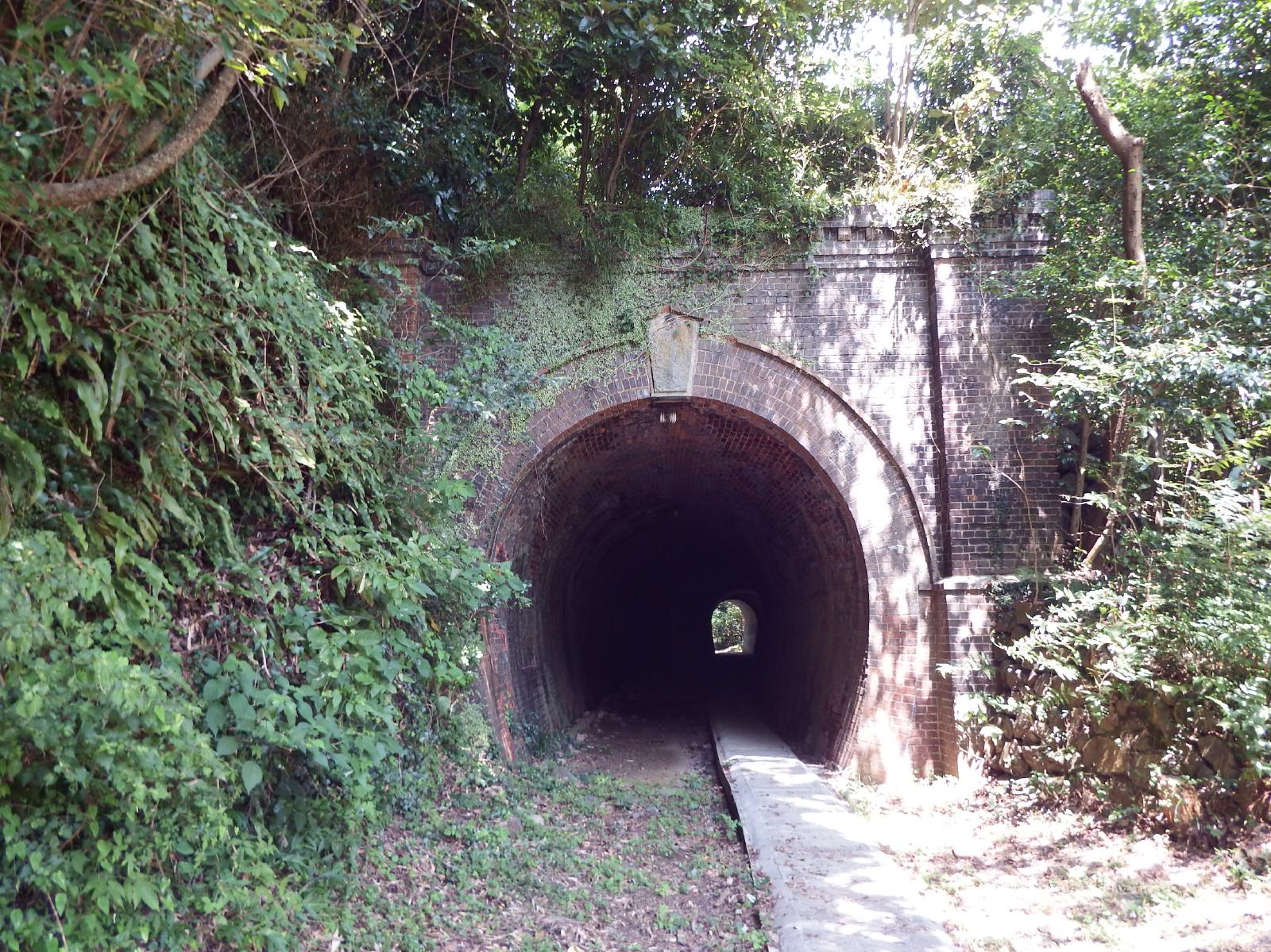
車屋隧道（南側）
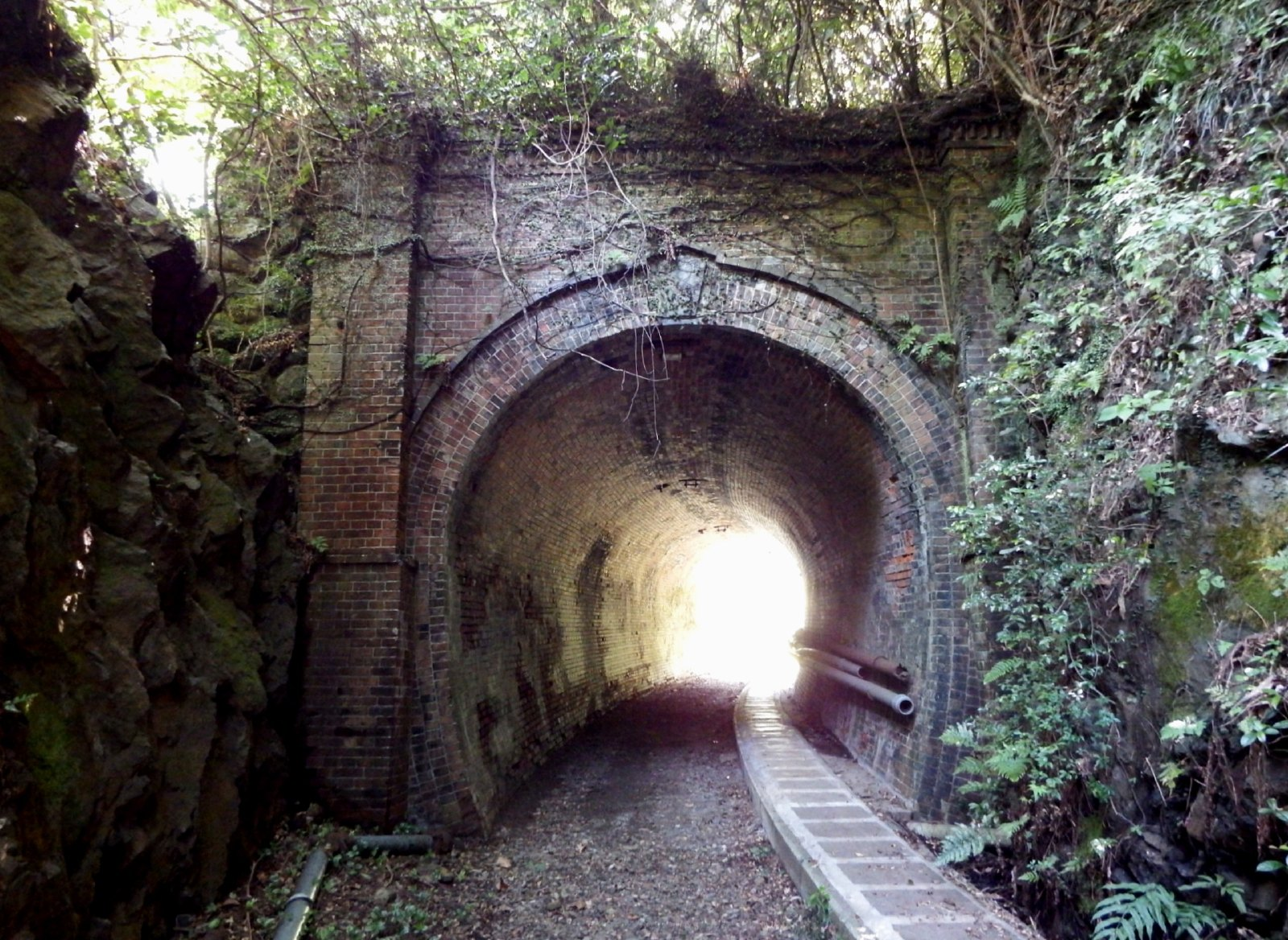
物言嶽隧道（北側）
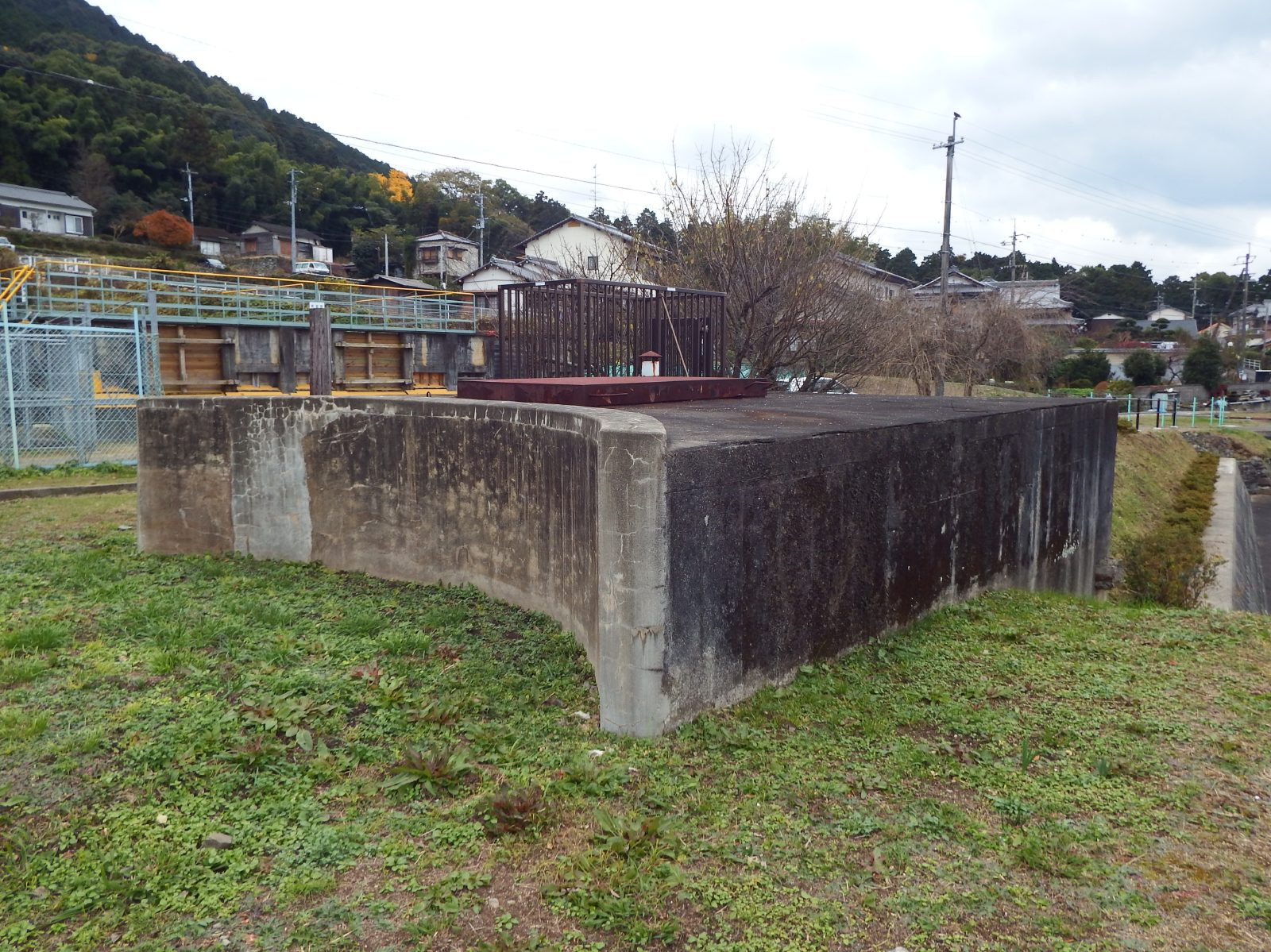
山根駅跡
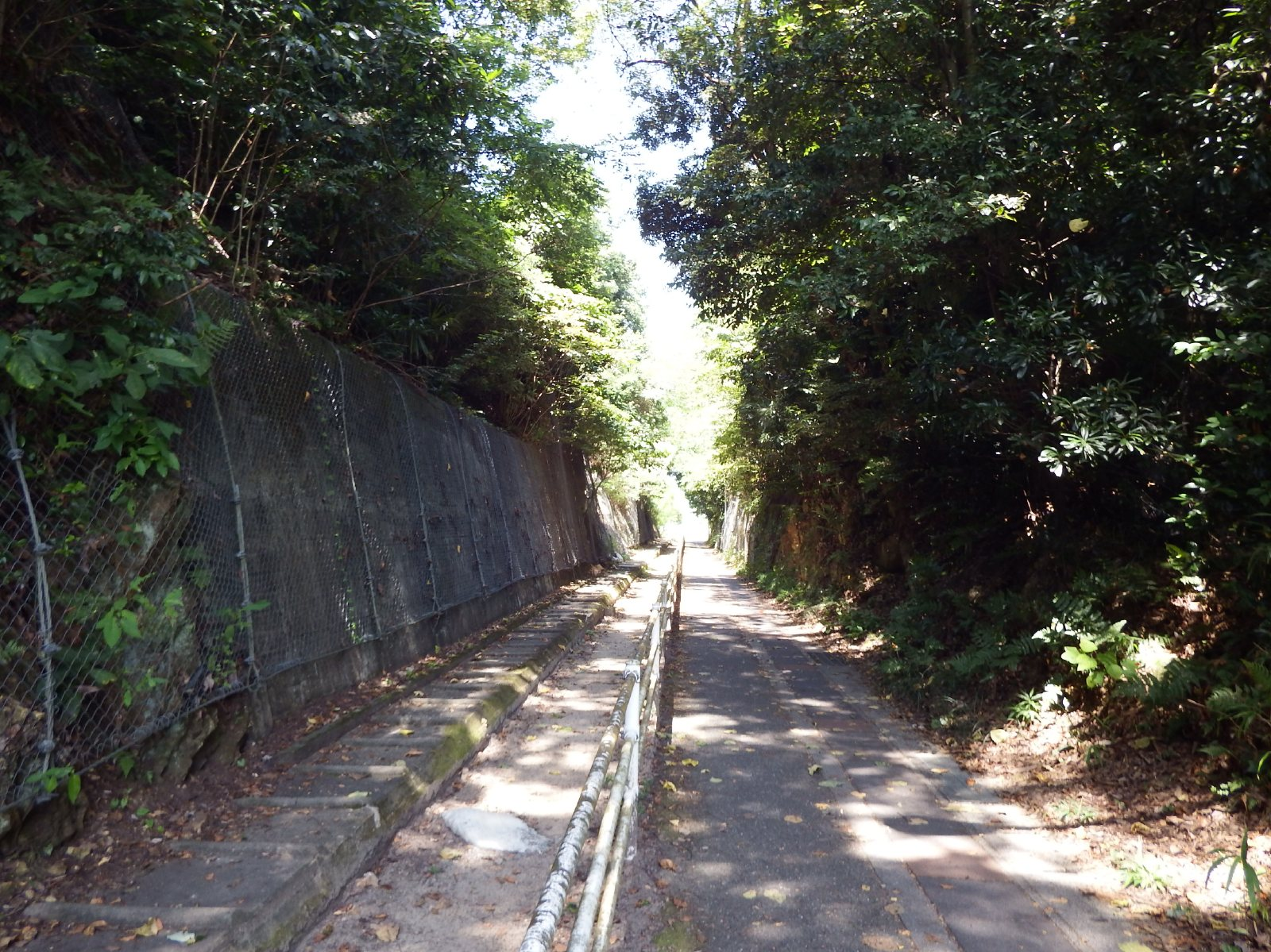
滝の宮公園の切通南側
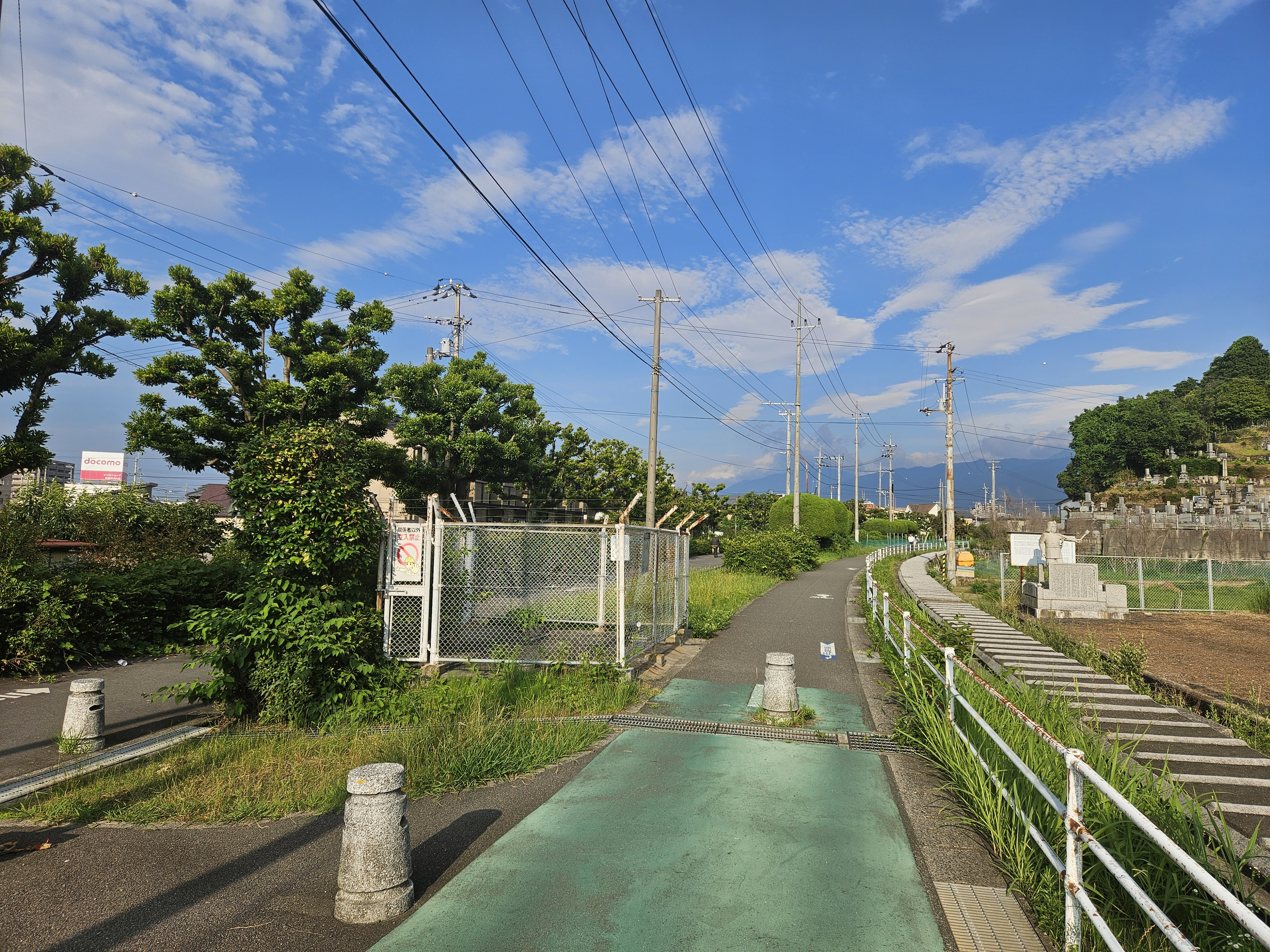
多喜ノ宮信号場跡付近
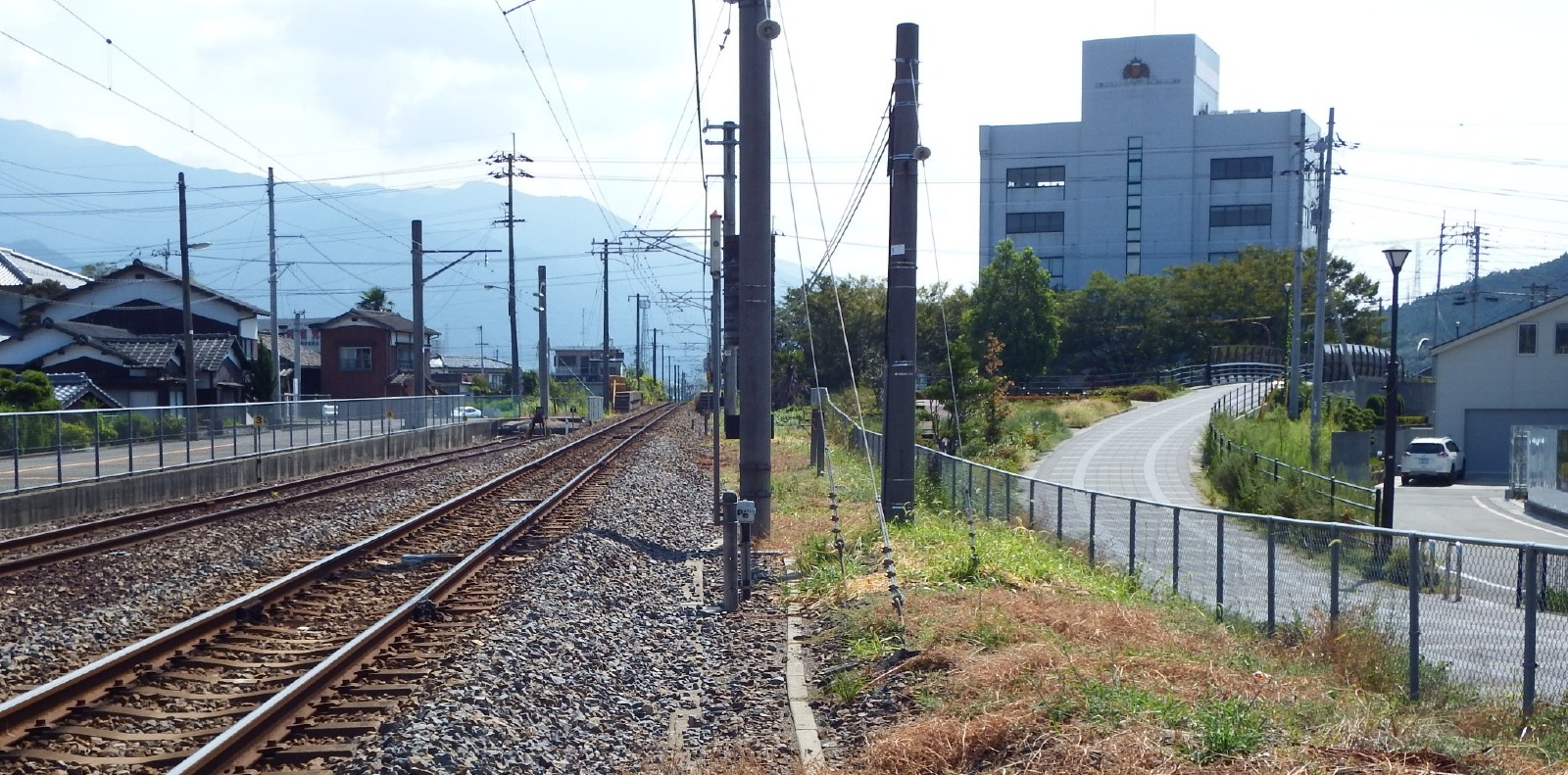
国鉄連絡線分岐
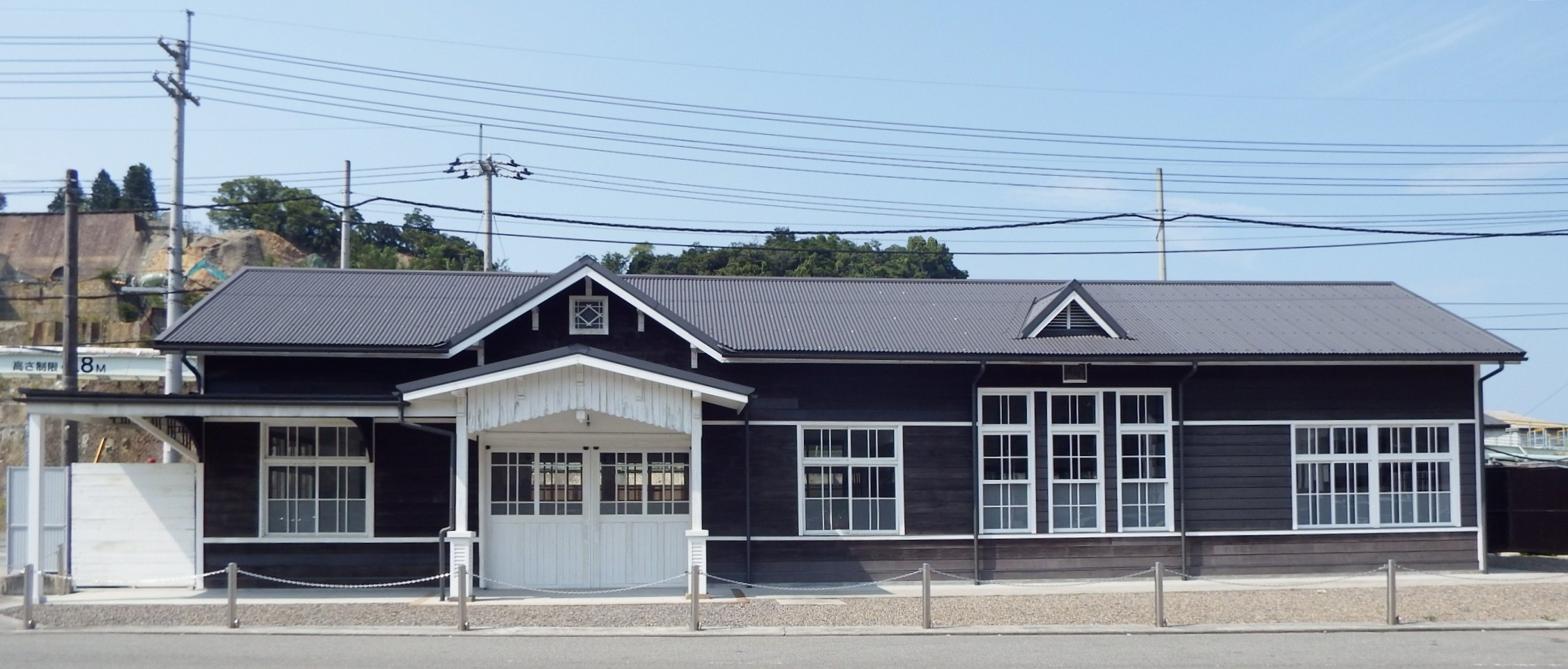
星越駅舎
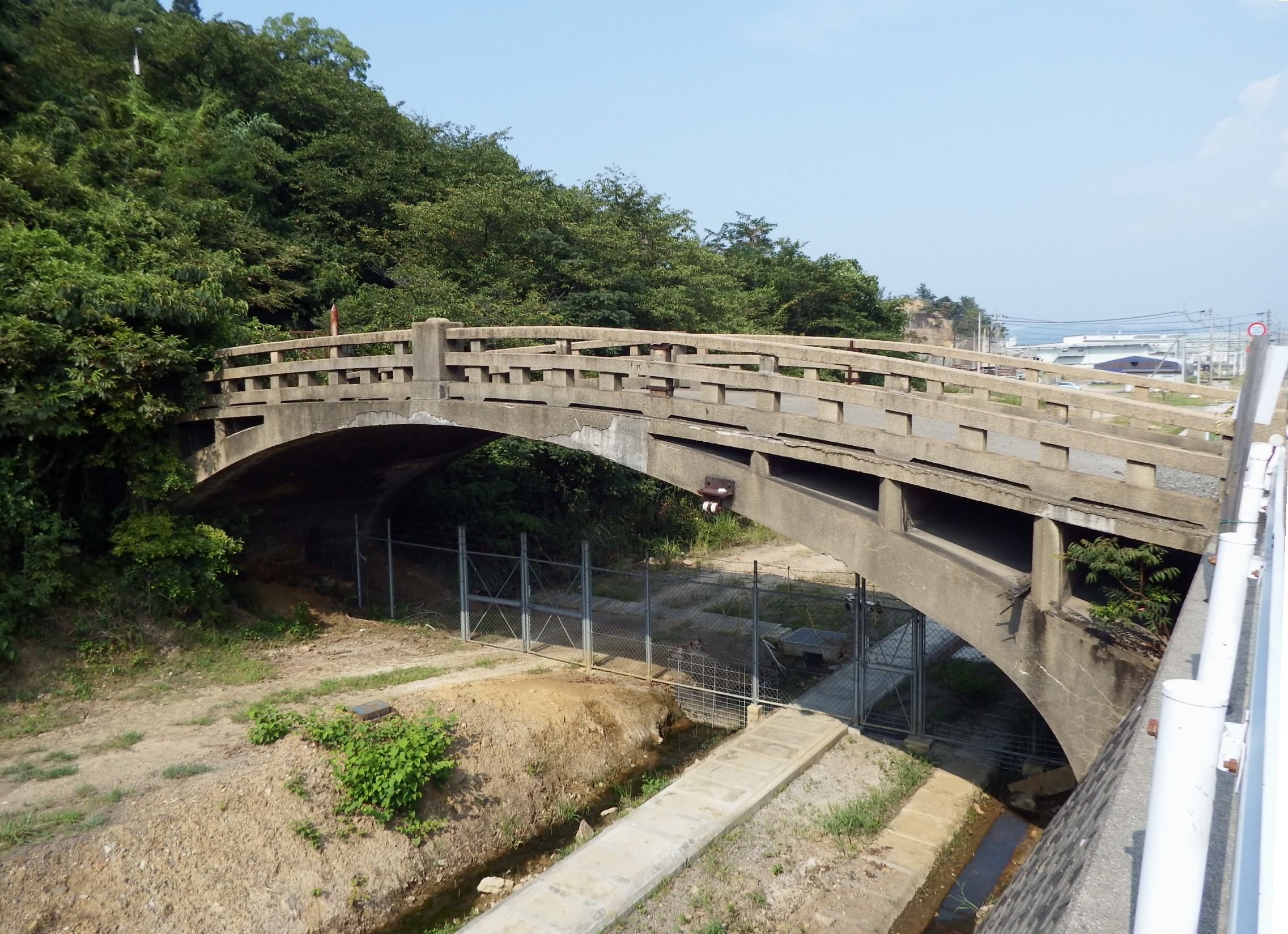
星越の太鼓橋
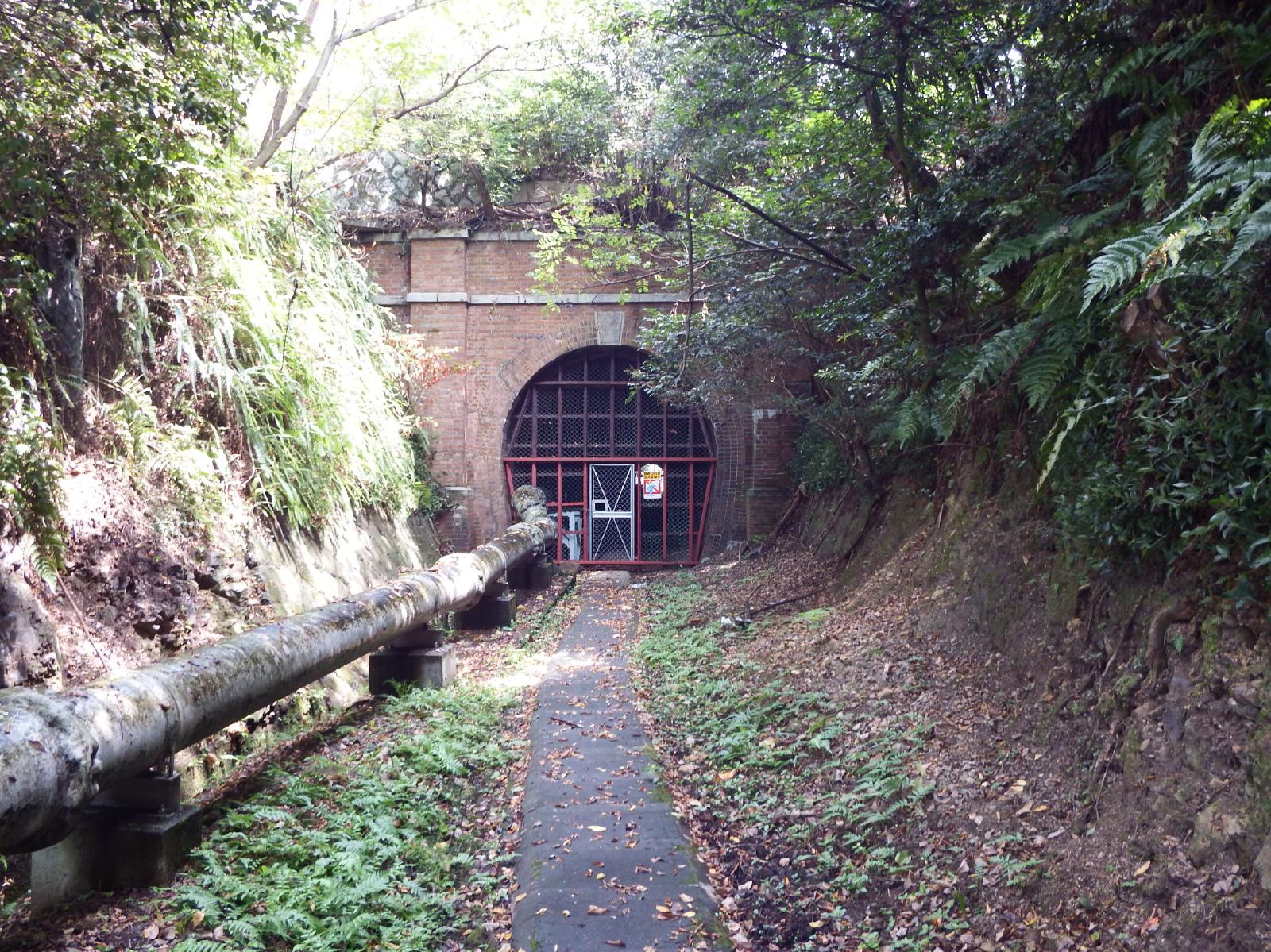
星越隧道北側
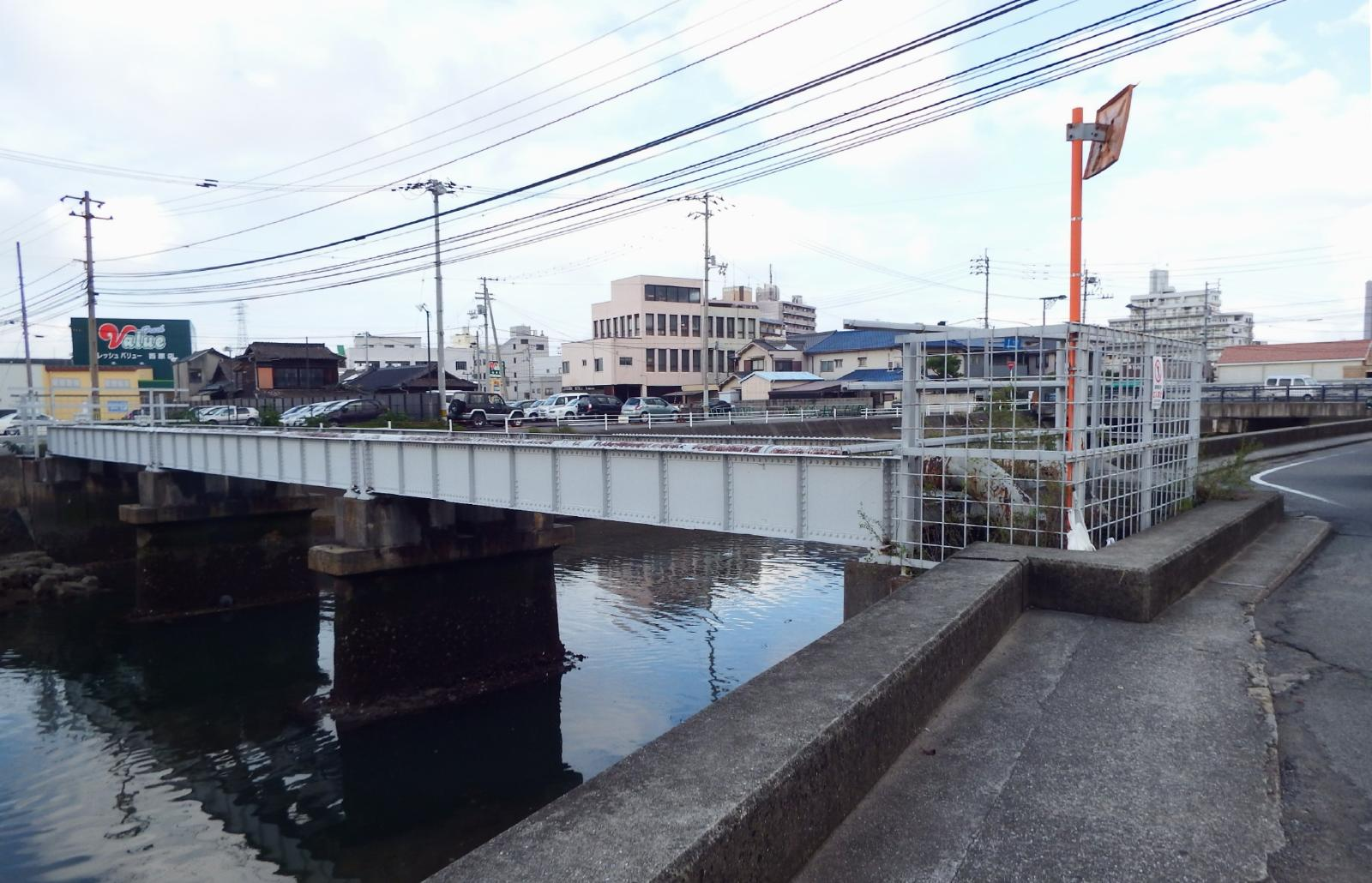
昭和橋、今は送水管が通る

## 文化財
登録有形文化財
- 打除鉄橋：旧別子鉱山鉄道端出場鉄橋「足谷川鉄橋」として2009年（平成21年）8月7日登録される。1893年（明治26年）建設、橋長39mの単線仕様、斜橋形式の鋼製単トラス桁橋で、トラスは、下弦材にアイバーを用いた125ftのボーストリング・ワーレントラスで、ピン結合となっているドイツ製橋梁。
- 中尾隧道：旧別子鉱山鉄道端出場隧道として2009年（平成21年）8月7日登録される。1893年（明治26年）建設、緩やかに湾曲する延長93m、幅3.0m、馬蹄形断面の煉瓦造隧道。

## その他
- 1975年9月3日の星越 - 新居浜港間廃止以降、四国の私鉄路線で非電化路線は一旦消滅した。その後、1988年4月1日にJR四国中村線がに第三セクターの土佐くろしお鉄道に転換されたため四国の私鉄路線で非電化路線が復活した。